# Parc national de Leivonmäki
Le parc national de Leivonmäki (finnois : Leivonmäen kansallispuisto) est un parc national de Finlande, en Finlande-Centrale, sur le territoire de la municipalité de Joutsa.

## Description
C'est un des parcs les plus récents du pays. Il est l'héritier de la réserve naturelle de Haapasuo-Syysniemi, établie en 1991 pour protéger une zone particulièrement variée de Finlande centrale.
Bien que petit, le parc alterne en effet marais, lacs, eskers et forêts. Le parc est coupé en deux par le lac Rutajärvi qui se déverse dans le lac Päijänne tout proche. Le nord du parc est globalement forestier, le sud plus marécageux.

## Circuits de randonnée
Le parc national de Leivonmäki propose principalement des itinéraires faciles à utiliser et bien adaptés aux excursions d'une journée. 
Les circuits sont classés par les 4 points de départ.
- 1. Parking de Selänpohja au nord du parc, Syysniementie 1072, Joutsa
  - Circuit Harjunkierros (4.5 km). Le circuit des crêtes est une boucle de 4,5 km de long qui part du parking de Selänpohja,  vous emmène à travers des crêtes, des fossés, des étangs et des lacs dans un paysage isolé. Le sentier est marqué en rouge.
  - Circuit Mäyränkierros  (5.5 km). Le Mäyränkierros de 5,5 km de long, balisé en bleu, emprunte  des sentiers dans les marais et des chemins forestiers.
  - Piste de Rutalahti (11 km).
  - Sentier VTT (22 km).

- 2. Parking de Kirveslampi au sud du pac, Vartiamäentie 1073, Joutsa
  - Circuit Luupään Lenkki (2.2 km). Ce circuit mène à la hutte d'Harjujärvi.
  - Piste accessible d'Harjujärvi, 700 m Le chemin de liaison entre le parking de Kirveslampi et la plage de sable naturelle de Harjulahti du lac Rutajärvi.
  - Circuit de Kirveslampi (1.7 km). Le circuit de Kirveslampi est une boucle circulaire de 1,7 km qui fait le tour des paysages des marais et des Kirveslampi près de Haapasuo. Les paysages de la tourbière ouverte de Haapasuo ne sont pas visibles le long du parcours.
  - Piste d'Harjunlahti  (3 km).
  - Pistes de ski récréative (10,3 km/6,7 km).

- 3. Ancienne école de Koskikara à Rutalahti, Koskelantie 128, 41710 Rutalahti
  - Circuit de Koskikara (3.5 km). Le circuit Koskikara est un sentier de 2,8 km dans la partie nord du parc où se trouve le village de Rutalahti et la cascade de Korvenkoski.
  - Piste de Rutalahti (11 km).

- 4. Plage d'Harjunlahti, Harjunlahdentie, Joutsa 
  - Piste d'Harjunlahti (3 km).
  - Pistes de ski récréative (10,3 km/3,8 km).

## Galerie photographique

Forêt du parc.

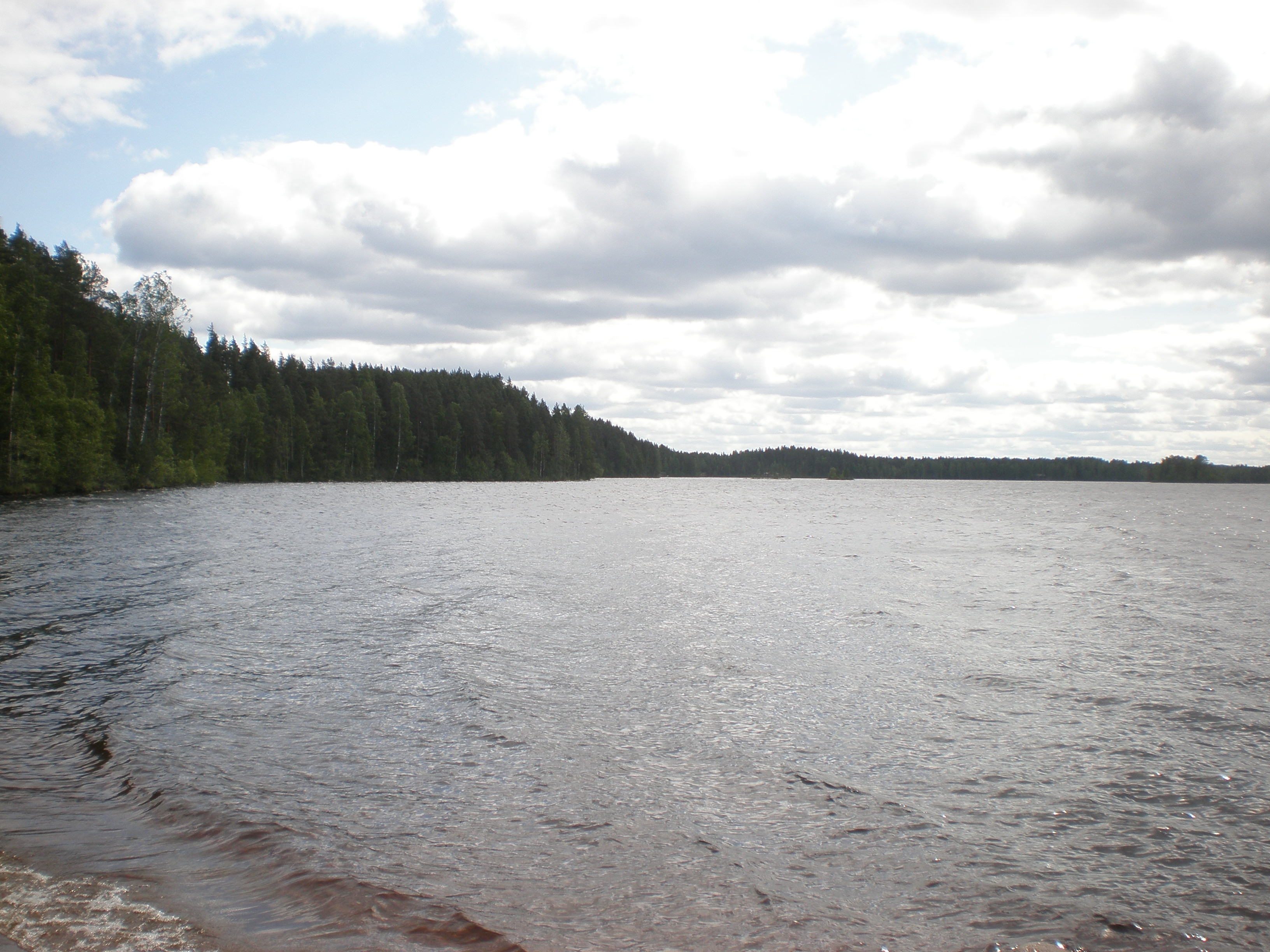
Le lac Rutajärvi.
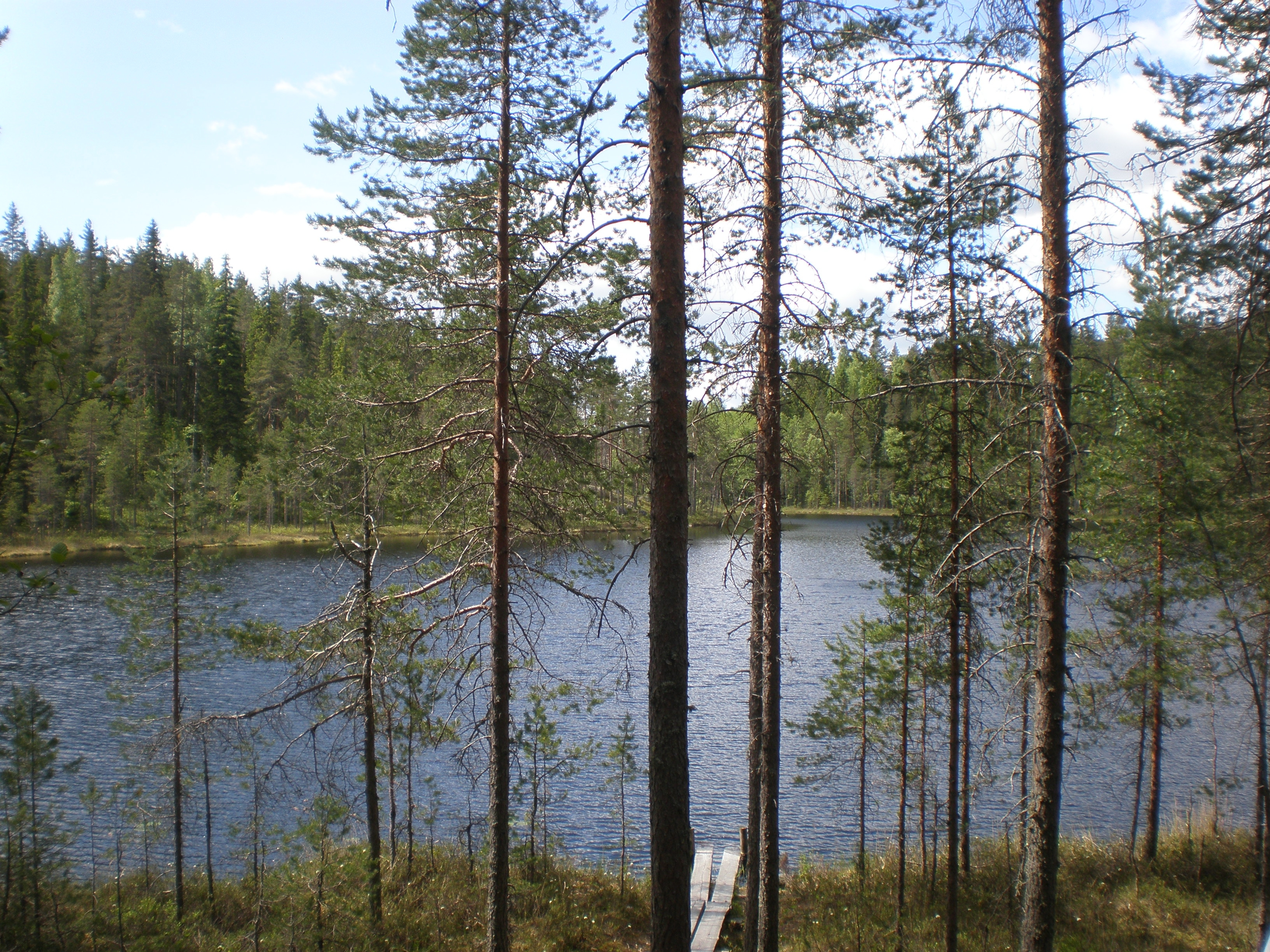
L'étang Soimalampi